# Тара (кошка)
Тара (англ. Tara) — кошка, ставшая знаменитой после размещения на YouTube видеозаписи с камер наблюдения, на которой были запечатлены её самоотверженные действия для защиты четырёхлетнего сына хозяев в момент нападения собаки. Короткий видеоролик набрал в первую неделю более 21 миллиона просмотров, а действия кошки были оценены как спасшие жизнь ребёнку. Инцидент получил широкое освещение в СМИ, в частности в таких изданиях как «The Washington Post», «Los Angeles Times» и британская «The Independent».

## Ранние годы
Тара была подобрана на улице Роджером Триантафило и Эрикой Хансен в сентябре 2008 года, во время вечерней прогулки в парке Бейкерсфилда. Пара решила оставить котёнка у себя. Во время визита к ветеринару выяснилось, что примерный возраст Тары — шесть месяцев, и она родилась в апреле 2008 года. Имя Тара является сокращением от полного имени Затара (Zatara), которое было позаимствовано из романа Александра Дюма «Граф Монте-Кристо». В романе главный герой Эдмон Дантес получил такое прозвище от контрабандистов. В начале 2009 года Роджер и Эрика поженились и переехали в новый дом в Бейкерсфилде, возле которого и произошёл инцидент. В октябре 2009 года у Эрики и Роджера родился Джереми, а в 2012 близнецы Карсон и Коннор. С 2010 года в семье Триантафило живёт собака Майя (Maya), помесь хаски и немецкой овчарки. Тара и Майя хорошо ладят друг с другом и, по мнению хозяев, их отношения можно охарактеризовать как «лучшие друзья».

## Происшествие
Инцидент произошёл 13 мая 2014 года примерно в 16:50 по местному времени (UTC−8, «тихоокеанское время»), когда четырёхлетний Джереми катался на велосипеде перед своим домом. В это время соседи семьи Триантафило открыли ворота своего двора для проезда автомобиля. Воспользовавшись этим моментом, их собака выбежала на улицу. Обойдя несколько припаркованных автомобилей, собака атаковала Джереми сзади, схватив его за ногу, и стащила с велосипеда на землю. Через несколько секунд Тара набросилась на собаку. Оттолкнув превосходящую по размерам собаку, Тара затем стала её преследовать, отгоняя прочь от мальчика, после чего кошка вернулась обратно к Джереми. Мать Джереми Эрика, также попавшая в объектив камеры наблюдения, в это время занималась поливкой растений в саду, и бросилась на помощь ребёнку, но Тара оказалась быстрее её.
В больнице Джереми наложили десять швов на ногу, и у него был сильный испуг, но его здоровье быстро пошло на поправку.

## Популярность

Первая полоса «The Bakersfield Californian» с изображением Тары

14 мая в 4:30 утра (по тихоокеанскому времени) Роджер Триантафило разместил у себя на канале в YouTube смонтированный 57-секундный видеоролик под названием «My Cat Saved My Son» (Моя Кошка Спасла Моего Сына). По словам Роджера, видеоролик не был предназначен для широкого круга, а только для знакомых и друзей семьи, часть из которых, узнав о происшествии, усомнилась в рассказанном. Однако видеоролик мгновенно стал пользоваться популярностью на YouTube и затем стал вирусно распространяться через Twitter и другие популярные соцсети, пользователи которых помечали сообщения хештегом #HeroCat. В течение ближайших часов видео появилось на местном телеканале Бейкерсфилда KERO-TV, чуть позже инцидент получил освещение в ведущих новостных СМИ США CBS-News, ABS-News и в мировых — британской BBC, российской RT. Затем появились публикации в местной печатной газете «The Bakersfield Californian», в «Los Angeles Times» с Западного побережья и в «The Washington Post» с Восточного побережья, а также в других СМИ.
Видеоролик «My Cat Saved My Son» набрал на YouTube в течение двух первых дней по разным оценкам от 7 до 17 млн просмотров, и 20 млн просмотров в первые пять дней после размещения. В то время как кошка получила популярность среди обычных пользователей интернета, феномен вирусной популярности ролика вызвал к нему интерес со стороны медиаведов, которые отмечают, что самому популярному видео на YouTube «Gangnam Style» в 2012 году потребовалось 26 дней для преодоления планки в 20 млн просмотров. Заметка о Таре была также размещена в тематическом разделе на популярном сайте Softpedia. В 2014 году был создан сайт, посвящённый Таре, и официальные страницы в Facebook и Twitter. В июле того же года Тара попала в рейтинг самых влиятельных котов и кошек «Friskies 50», составленный производителем корма, где заняла 22-е место между Уличным котом Бобом и котом Поки (Pokey), родным братом «Сердитой кошечки» (Grumpy Cat) Соус Тардар.
20 мая Тара стала почётным гостем на игре местной бейсбольной команды «Bakersfield Blaze», где «сделала» символическую первую подачу мяча. 3 июня власти Бейкерсфилда в лице наблюдательного совета города объявили этот день календаря «Днём кошки-героя Тары» (Tara the Hero Cat Day). Тара была удостоена чести стать гранд-маршалом на Рождественском параде Бейкерсфилда в 2014 году, до этого момента эту почётную обязанность выполняли исключительно люди.

## Награды
Через несколько дней после происшествия Ассоциация любителей кошек учредила и вручила Таре первую в историю награду «Cat Hero Award» (Награда Коту-Герою).
14 августа 2014 года Тара была удостоена специального приза за «кошачьи достижения» «Special Award For Cat Achievement» на третьем ежегодном фестивале «Cat Video Festival» в Миннеаполисе.
В сентябре 2014 года Таре была вручена награда «Blue Tiger Award», вручаемая только служебным военным собакам.
19 июня 2015 года лос-анджелесское отделение Общества по предотвращению жестокого обращения с животными вручила Таре награду «Hero Dog Award» (Награда Собаке-Герою). Эта награда вручается собакам-спасателям, но для Тары сделали исключение.

## Судьба собаки
Собака, напавшая на Джереми, была помесью лабрадора и чау-чау, восьми месяцев от роду по кличке Scrappy (Полосатая). После инцидента владельцы собаки, которые и ранее замечали агрессию в поведении питомца, отказались от неё. Скраппи десять дней находилась на карантине в городском ветеринарном центре, где в результате наблюдения за её поведением сотрудники центра пришли к выводу, что она представляет угрозу для окружающих людей и животных. Это решение безапелляционно означало, что Скраппи невозможно передать новым владельцам, и она подлежит эвтаназии. В течение всех этих дней ветеринарный центр осаждали телефонными звонками сердобольные граждане с просьбой передать им собаку или хотя бы сохранить ей жизнь, также была зарегистрирована соответствующая интернет-петиция в защиту собаки. Скраппи была усыплена в выходные дни 24 или 25 мая.

## Агрессивное поведение кошек в схожих ситуациях
Конфликты между собаками и кошками не являются редкостью в городской среде. Специалисты, изучающие поведение кошек, отмечают, что чаще всего кошки предпочитают спастись бегством, и тем более малоизвестны случаи, когда кошки встают на защиту третьей стороны во время агрессии собаки. Исключение составляют те случаи, когда у кошки нет возможности убежать, и в тех случаях, когда кот защищает свою территорию. Но наиболее частая причина такого поведения кошки обусловлена материнским инстинктом, если её котятам угрожает опасность.
Считается также, что у собак в схватке с кошками есть преимущество, но бывают исключения, как в случае с Тарой, когда кошка выходит победителем в схватке. Так, в августе 2016 года СМИ сообщали о случае в Виктории (Британская Колумбия), после которого владелец 16-летней кошки по кличке Babby (Малышка) согласился оплатить счёт из ветклиники на 222 доллара хозяйке питбуля по кличке Bandida (с испанского Бандитка). Инцидент произошёл, когда группа из трёх женщин выгуливала семь собак породы питбуль, со слов женщин, собаки не проявляли никакой агрессии и даже не сопротивлялись, когда кошка сама на них напала. Со слов 78-летней супруги владельца кошки, Малышка атаковала одну из собак, когда та проявила дружелюбный интерес к хозяйке кошки, находившийся на пешеходной дорожке возле своего дома. Пожилая женщина отметила, что считает Малышку не слишком сообразительной, но ценит, поскольку та хотела защитить свою хозяйку.